# Ricardo Brugada (pintor)
Ricardo Brugada y Panizo (Barcelona, 1867-1919) fue un pintor e ilustrador español.

## Biografía

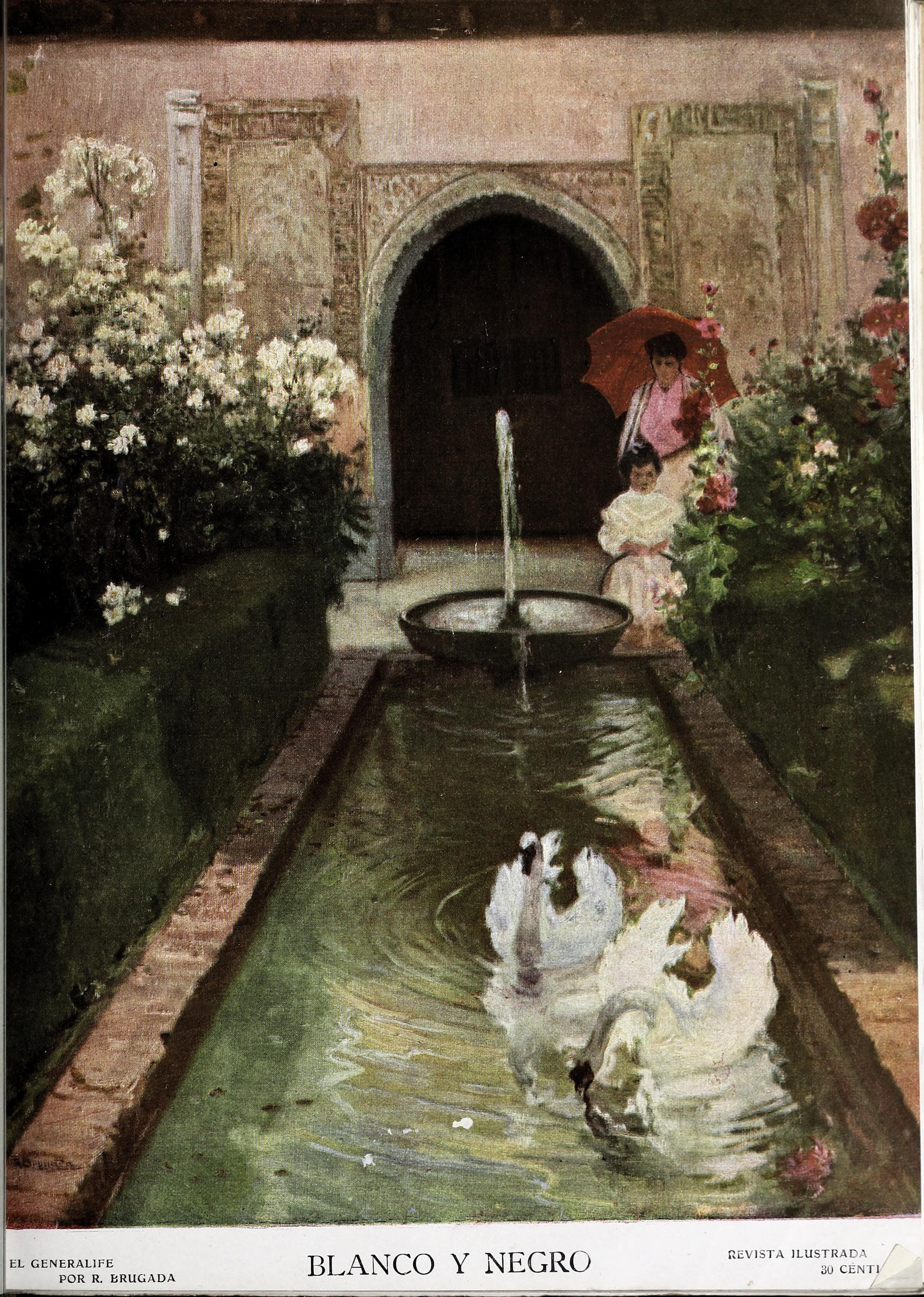
El Generalife.

Nacido en Barcelona en 1867, aprendió de la mano de Antonio Caba. Residió parte de su vida en Andalucía, región que retrató en cuadros costumbristas.
Concurrió a las Exposiciones Nacionales de Bellas Artes de 1901, con "¡Despedida!" (2,05 x 3,45 m), y a la de 1904 con "Murmuración" (2 x 3m).
En el Museo Nacional de Bellas Artes de Cuba se encuentra "Muchacha con palomas”, un óleo sobre tela de 1900. 
Brugada, que tuvo a su cargo en la Escuela de Bellas Artes de Barcelona la cátedra de Dibujo Artístico, falleció en marzo de 1919 en su ciudad natal.